# Nabuzana Corona
Nabuzana Corona est une corona, formation géologique en forme de couronne, située sur la planète Vénus par -8,5° S et 47° E. Elle est localisée dans le quadrangle de Scarpellini. Elle a été nommée en référence à Nabuzana, déesse Ganda (Ouganda) de la récolte. 

## Géographie et géologie
Nabuzana Corona couvre une surface circulaire d'environ 525 km de diamètre. Cette formation fait partie des 34 coronae de plus de 500 km de diamètre sur la surface de Vénus.